# 1317 Silvretta
1317 Silvretta eller 1935 RC är en asteroid i huvudbältet, som upptäcktes 1 september 1935 av den tyske astronomen Karl Wilhelm Reinmuth i Heidelberg. Den har fått sitt namn efter bergmassivet Silvretta i Schweiz och Österrike.
Asteroiden har en diameter på ungefär 17 kilometer.